# مايك مادن
مايك مادن (بالإنجليزية: Mike Madden)‏ هو لاعب كرة قاعدة أمريكي، ولد في 13 يناير 1958 في دنفر في الولايات المتحدة.

## وصلات خارجية
- مايك مادن على موقع دوري كرة القاعدة الرئيسي (الإنجليزية)
- مايك مادن على موقعبيزبول رفرنس.كوم (الدوري الرئيسي) (الإنجليزية)
- مايك مادن على موقعبيزبول رفرنس.كوم (الدوري الثانوي) (الإنجليزية)
- مايك مادن على موقع مشجعي الرسوم البيانية (الإنجليزية)